# Louis Delamare (café)
Pour les articles homonymes, voir Louis Delamare.
Louis Delamare (1871-1937) était un riche négociant en café du port du Havre, qui a investi dans de nombreuses sociétés.

## Biographie
Né au Havre, Louis Delamare (1871-1937) a perdu sa mère à 8 ans et à 12 ans s'est réfugié au patronage des dominicains, à Saint-Thomas d'Aquin, puis a commencé comme petit employé de commerce et est devenu courtier en café, intermédiaire entre les pays producteurs et les grands consommateurs, en travaillant pour des maisons brésiliennes de café, puis un grand importateur de café, fondateur de l'affaire Louis-Delamare, créé en 1897, et reprise par son fils Jacques-Louis Delamare, né le 11 février 1901 au Havre et qui est comme son père promoteur du marché à terme des cafés du Havre, les estimations de production pour les différents pays, de la Maison Jacques Loùis-Delamare, étant une source d'information pour ce marché, grâce à son expérience d'agent de négociants chargeurs brésiliens ou centre-américains.
Louis Delamare fut membre de la Chambre de commerce, président de la Compagnie des courtiers assermentés et de la Chambre syndicale havraise et administrateur-délégué du journal Havre-Eclair. Catholique pratiquant, resté fidèle toute sa vie au patronage Saint-Thomas d'Aquin, pour venir en aide aux blessés, il crée à la fin de la Première Guerre mondiale l’Association Louis Delamare, qui mène une action quotidienne au profit des malvoyants, dont il fut le président de 1918 à 1937.
En 1992, les actionnaires familiaux de la société Louis Delamare (café), cèdent leurs parts aux salariés qui créent le holding Delcafé et réorientent l'activité vers d'autres marchés à terme que celui du café.

## Sources et références
1. 1 2 3  "Zoom sur une rue havraise : Louis-Delamare" le  22/02/2013 dans Paris Normandie
2. ↑  "Le Havre colonial de 1880 à 1960", par Claude Malon, page 302
3. ↑  "Négociants et chargeurs: la saga du négoce international des matières premières", par Philippe Chalmin Économica, 198
4. ↑  Louis Delamare : une œuvre depuis 1918
5. ↑  "Le tribunal du Havre juge une escroquerie sur les marchés à terme" par DOMINIQUE AUBIN - LES ECHOS du 02/04/1996 [Le tribunal du Havre juge une escroquerie sur les marchés à terme DOMINIQUE AUBIN - LES ECHOS | LE 02/04/1996]